# يوهان سباستيان باخ
يوهان سباستيان باخ (بالألمانية: Johann Sebastian Bach) عازف أرغن ومؤلف موسيقي وملحن باروكي ألماني ولد في 1685 وتوفي عام 1750. يعتبر أحد أكبر عباقرة الموسيقى الكلاسيكية في التاريخ الغربي.

## حياته
ولد سنة 1685 م في أيسناخ. تعلم في بلدته، وتلقى دراسته للموسيقى في الوقت ذاته عن أبيه يوهان أمبروزيس (عازف كمان). تابع يوهان بعد وفاة والده دراسة العزف على الكلافيكورد والأورغان مع أخيه الأكبر يوهان كريستوف.
وفي سنة 1703 م عمل مدة قصيرة كعازف كمان في أوركسترا دوق فايمار. وبعد أشهر قليلة أصبح عازف أورغن في كنيسة ارنشتادت، حيث بدأ كتابة أول مؤلفاته الموسيقية الدينية. وفي سنة 1707 م انتقل إلى مدينة مولهاوزن كعازف أورغن في كنيستها، وبعد عودته إلى فايمار كتب أول أعماله الشهيرة للأورغان مثل «المغناة» (التوكاتا) «الفوغا» (الشلل). وفي عام 1716 م ترك فايمار ليصبح قائد فرقة موسيقى الحجرة عند الأمير ليوبولد في مدينة أنهالت-كوتن، حيث كان الأمير نفسه يعزف على فيولا الساق في الفرقة الموسيقية بقيادة يوهان سباستيان نفسه. وفي هذه المدينة استطاع أن يتحرر من الخدمة الكنسية متابعًا التأليف الموسيقي للآلات، فكتب معظم الأعمال المهمة له ومنها ست حوريات براندنبورغيه سنة 1721 م، سميت كذلك لأنها كانت مكرسة لأمير براندنبورغ.
وفي سنة 1723 م استقر في مدينة لايبزيغ لمدة ربع قرن قام بعدة رحلات فنية قصيرة إلى بعض المدن الألمانية تعرّف أثنائها على أشهر الموسيقيين فيها آن ذاك، كما التقي الملك فريدريك الكبير سنة 1747 م وقدّم له قطعة هدية موسيقية وهي ذات موضوع من تأليف الملك ذاته. قبل نهاية حياة باخ بوقت قصير، بدأ بصره يضعف تدريجيا حتى أنه كان فاقد البصر تقريبا حتى وفاته، دفن في كنيسة القديس يوحنا ثم نقل ما تبقى من رفاته سنة 1894 م إلى كنيسة سان توماس ولاءً له وتقديرًا.

## مؤلّفاته
ألّف يوهان سباستيان في جميع أنواع الصيغ المويسيقية المعروفة في زمنه، عدا الأوبرا، وكان مذهبه الديني البروتستانتي الألماني أساسا لمعظم أعماله الموسيقية. ونتاجه الفني زاخر بعشرات المئات من القطع الموسيقية المختلفة الصيغة، كما كتب نحو خمسين مغناة دنيوية.
ولموسيقى الأورغن عند يوهان سباستيان عناية خاصة، إذ ألّف لهذه الآلة الكثير من القطع الموسيقية من نوع الفانتزي والبريلود والفوغة والسوناتا. وكان أيضًا ذا اهتمام شديد بالآلات من ذوات الملامس ولا سيما الكلافان منها، فقد كتب لها الكثير من القطع الموسيقية لآلة واحدة أو عدة آلات منها معا في كثير من الصيغ المختلفة.
من أشهر أعماله على الارغن التوكاتا والفوجا. ومن أهم الأعمال التي كتبها لهذه الآلة هما الجزءان بعنوان الكلافان المعدل جيدا ألفهما على التوالي سنة 1722 و1744 ميلادية ونشرا سنة 1799 م. ويحتوي كل جزء منها على 24 بريلود وفوغه في السلالم الأربع والعشرين-الكبيرة والصغرى- في السلم المعدل الذي أصبح أساسا لجميع أنواع الموسيقى العالمية. ومن أعمال يوهان المهمة للآلات أيضا كتاب فن الفوغة ألفه في أواخر حياته (1749 - 1750) ولم ينجزه، وهو يتألف من قطع موسيقية من نوع الأتباع (الكانون) والفوغة، لم تكن مخصصة لآلة موسيقية أو لمجموعة آلية ما.
عُدت موسيقى يوهان سباستيان باخ في القرن الثامن عشر معقدة وقديمة الأسلوب مقارنة مع الأشكال الموسيقية الجديدة المقدمة من قبل الموسيقيين الآخرين. ويعود الفضل إلى مندلسون الذي اكتشف عام 1829 ميلادية عبقرية سباستيان في مؤلفاته الآلام كما هي عند القديس ماثيو التي أُلّفت قبل قرن من ذلك. وعلى أثر ذلك قدره جميع الموسيقيين، وأدى هذا العمل وكثير من المؤلفات الأخرى له إلى تأسيس جمعيات موسيقية كثيرة تحمل اسمه منها جمعية باخ في لندن سنة 1870 م، وتأسست كذلك في لايبزيغ سنة 1805 ميلادية جمعية باخ التي باشرت بنشر جميع أعماله الموسيقية في النصف الثاني من القرن التاسع عشر. ويمكن القول، أن طبيعة القديم والجديد في موسيقى يوهان سباستيان بارزة المعالم وتؤسس تميزا تاريخيا بقي متبعا حتى القرن العشرين.

## روابط خارجية
- يوهان سباستيان باخ على موقع IMDb (الإنجليزية)
- يوهان سباستيان باخ على موقع الموسوعة البريطانية (الإنجليزية)
- يوهان سباستيان باخ على موقع ميوزك برينز (الإنجليزية)
- يوهان سباستيان باخ على موقع قاعدة بيانات برودواي على الإنترنت (الإنجليزية)
- يوهان سباستيان باخ على موقع قاعدة بيانات الأفلام السويدية (السويدية)
- يوهان سباستيان باخ على موقع إن إن دي بي (الإنجليزية)
- يوهان سباستيان باخ على موقع أول ميوزيك (الإنجليزية)
- يوهان سباستيان باخ على موقع ديسكوغز (الإنجليزية)
- يوهان سباستيان باخ على موقع قاعدة بيانات الفيلم (الإنجليزية)